# Ivan Lučić Štafilić
Ivan Lučić Štafilić (zm. 1557) (Stafileo, Staphileo) – biskup szybenicki w latach 1528-1557, siostrzeniec swojego poprzednika Ivana Štafilića. Wydał dzieło teologiczne "De gratiis expectativis". Doprowadził do zakończenia budowy i poświęcenia katedry św. Jakuba w Szybeniku, tam też pochowany. 